# Beat Brenk
Beat Hermann Brenk (* 15. Februar 1935 in Basel) ist ein Schweizer Kunsthistoriker.

## Leben
Nach der Promotion 1960 an der Universität Basel in Kunstgeschichte hatte er von 1963 bis 1969 ein Stipendium des Fonds national suisse de la recherche scientifique (Aufenthalt und Forschung in Rom am Deutschen Archäologischen Institut und der Bibliotheca Hertziana). Von 1969 bis 1971 war er Gastwissenschaftler in Dumbarton Oaks. 1971 lehrte er als Gastprofessor an der Universität Hamburg und 1972 als Gastprofessor an der Hebräischen Universität Jerusalem und von 1973 bis 1975 als Gastprofessor an der Universität Utrecht. Von 1977 bis 2002 war er ordentlicher Professor für frühchristliche und mittelalterliche Kunstgeschichte und Archäologie und Direktor der Abteilung Kunstgeschichte an der Universität Basel. Von 2002 bis 2008 bekleidete er eine Professur an der Sapienza-Universität in Rom.

## Schriften (Auswahl)
- Die frühchristlichen Mosaiken in Santa Maria Maggiore zu Rom. Wiesbaden 1975, ISBN 3-515-02264-3.
- Das Lektionar des Desiderius von Montecassino Cod. Vat. Lat. 1202. Ein Meisterwerk italienischer Buchmalerei des 11. Jahrhunderts. Zürich 1987, ISBN 3-7630-7500-3.
- Die Christianisierung der spätrömischen Welt. Stadt, Land, Haus, Kirche und Kloster in frühchristlicher Zeit. Wiesbaden 2003, ISBN 3-89500-308-5.
- The apse, the image and the icon. An historical perspective of the apse as a space for images. Wiesbaden 2010, ISBN 978-3-89500-703-3.